# Boog (bouwkunde)

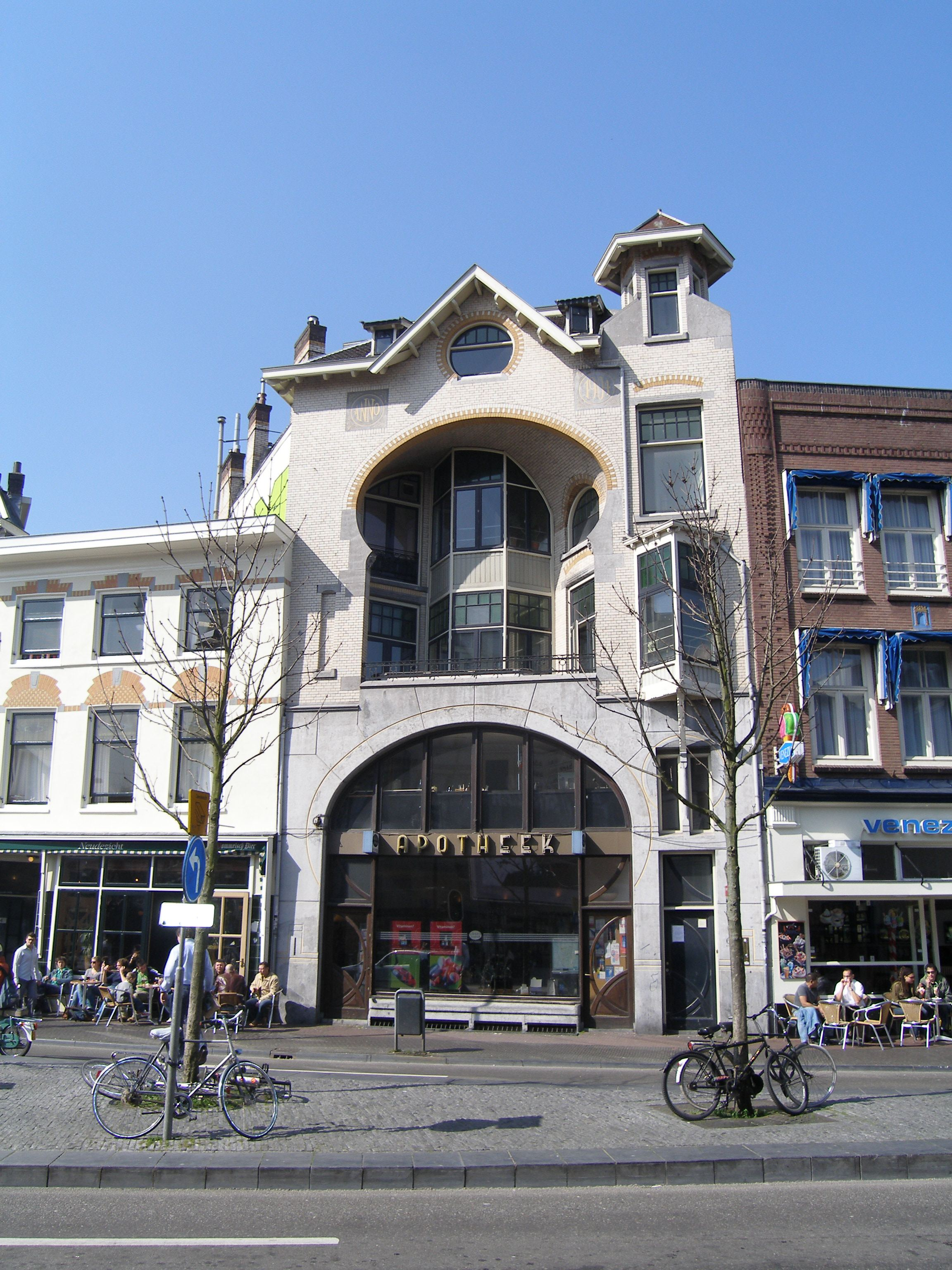
Verscheidene boogconstructies in een façade (Apotheek De Liefde in Utrecht)

Een boogconstructie is een overspanning in een gebogen vorm, die een vrije constructie oplevert tussen twee steunpunten. Vaak is de boog uitgevoerd in natuursteen of baksteen en zijn de stenen van de boog wigvormig. In het krachtenspel geldt voor de meest gebruikte boogvormen: hoe lager de boog (de zogeheten steek), des te groter de zijwaartse krachten (spatkrachten). Een gewelf is op te vatten als een driedimensionale toepassing van een boogconstructie.
In de bouwkunde wordt een boog veel toegepast, omdat hij van nature een sterke constructie vormt. In het verleden was een boogconstructie vaak de enige manier om grote ruimten te overspannen, en er vervolgens weer bovenop te bouwen. Pas sinds de uitvinding van de boog als draagconstructie konden gebouwen als kathedralen worden gebouwd.
Een alternatief voor de boog is een latei, een ingemetselde draagsteen of draagbalk, maar ook een strek en een hanenkam worden toegepast.
Sinds de uitvinding van het gewapende en voorgespannen beton wordt de boog nog nauwelijks gebruikt.
Romaanse bogen zijn cirkelvormig. In Europa worden deze bogen behalve in kerken ook veel aangetroffen in bruggen. In de gotiek werden spitsbogen toegepast, het voordeel hiervan ten opzichte van de rondboog is onder meer dat de verhouding tussen hoogte en overspanning variabel is.
De Spaanse architect Antoni Gaudí (1852-1926), een grondlegger van de organische architectuur, gebruikte speciale vormen van bogen. Om te bepalen of deze sterk genoeg waren, maakte hij een schaalmodel van de boog met touwtjes, de zogeheten kettinglijn. Dit model hing op zijn kop. Met gewichten simuleerde Gaudí de krachten die op de boog zouden gaan werken. Hiermee ging de touwboog vanzelf in de juiste, stabiele, vorm hangen.

## Technische begrippen bij bogen

benamingen:
1=spanning of spanwijdte 2=rechtstand 3=porringpunt 4=top of kruin 5=pijl, porring of steek 6=aanzet 7=geboorte 8=buitenbooglijn 9 binnenbooglijn

De volgende technische begrippen worden bij bogen gebruikt:
- aanzetsteen - steen waar de boog begint;
- formeel - tijdelijke ondersteuningsconstructie bij het vervaardigen van de boog;
- geboorte - punt waar de loodrechte kant van de muur of kolom overgaat in de boog;
- kruin - bovenste punt van de boog;
- porring, pijl of steek - de afstand tussen het hoogste punt van een segmentboog (binnenbooglijn) en de lijn die de geboorten van de boog verbindt;
- porringpunt - het middelpunt van waaruit de boog wordt getrokken of de plaats waar de draad wordt vastgezet om de juiste richting van de voegen tussen de stenen te bepalen;
- sluitsteen - middelste steen van een gemetselde boog, soms in natuursteen uitgevoerd;
- steek - hoogteverschil in het midden tussen de onderzijde en de geboorten van de boog (met uitzondering van stijgende boog);
- voerstraal - (denkbeeldige) lijn(en) van de porring naar de boog(voegen);
- vlinder - hulpmiddel dat gebruikt wordt bij het uitzetten en metselen van een ellipsboog.

## Boogvormen

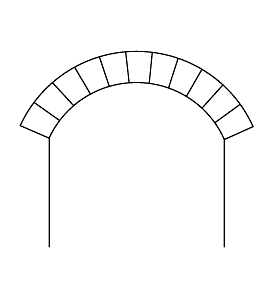
segmentboog
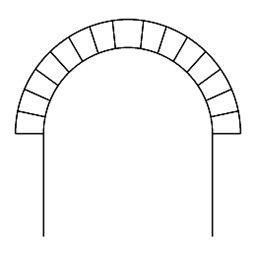
rondboog
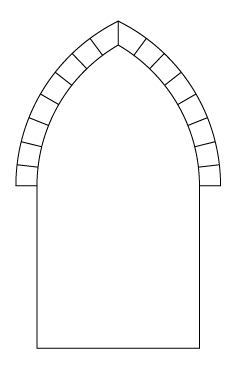
spitsboog
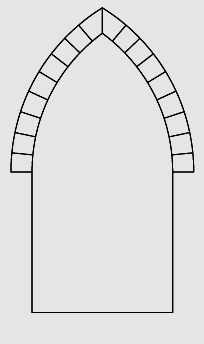
lancetboog
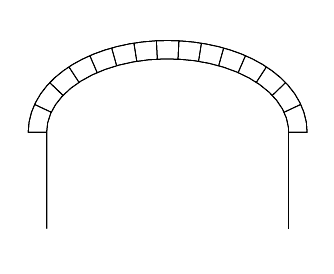
ellipsboog
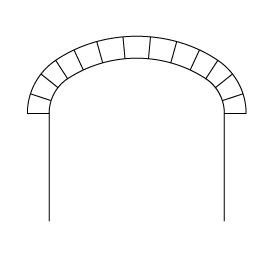
korfboog
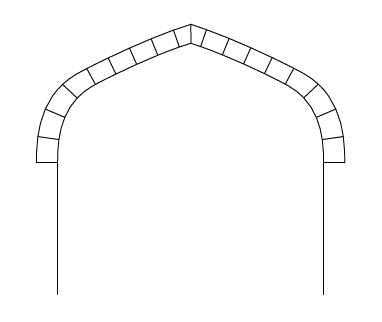
tudorboog
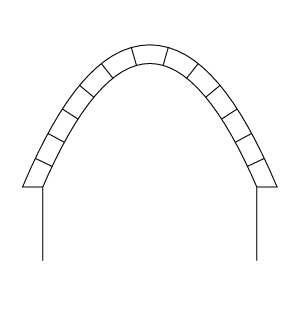
paraboolboog
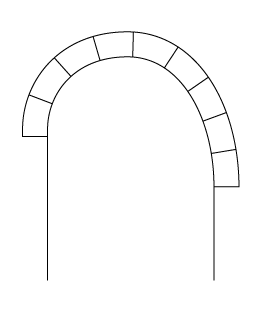
stijgende boog
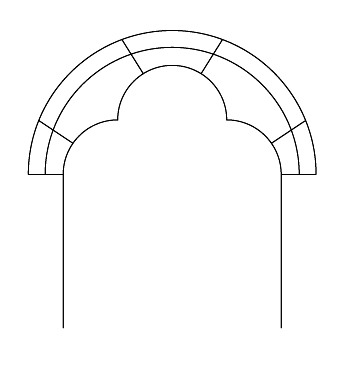
driepasboog
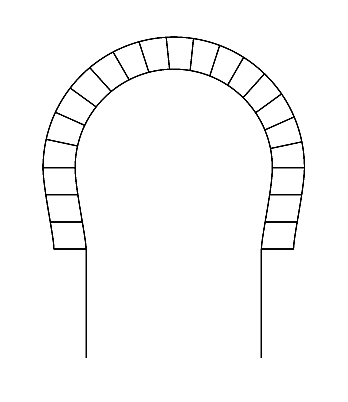
hoefijzerboog
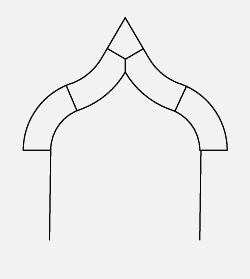
accoladeboog
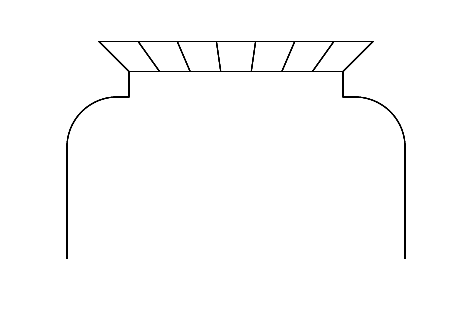
hanenkam of strek
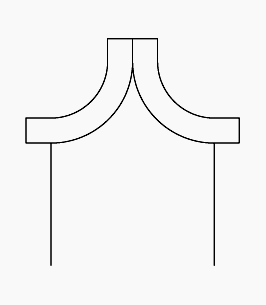
gordijnboog
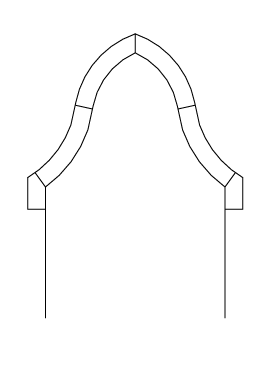
omgekeerde accoladeboog
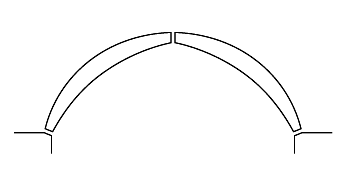
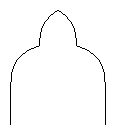
driebladboog
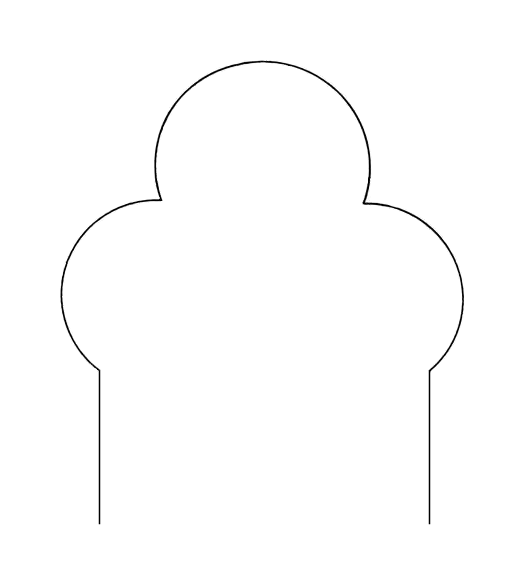
drielobbige hoefijzerboog
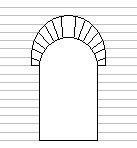
Florentijnse boog
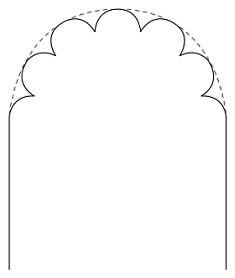
Waaierboog